# Mysmena rostella
Mysmena rostella là một loài nhện trong họ Mysmenidae.
Loài này thuộc chi Mysmena. Mysmena rostella được miêu tả năm 2008 bởi Lin & S. Q. Li.